# D’Anna Biers
D’Anna Biers – fikcyjna postać występująca w serialu Battlestar Galactica (serial telewizyjny 2004) znana także jako Number Three (Numer Trzy). W postać D'Anny wcieliła się Lucy Lawless.
Biers jest humanoidalnym Cylonem, którego cechuje religijna ciekawość i ambicje. Biers zobaczyła Ostateczną Piątkę w Świątyni Jupitera, co było zakazane przez Cylonów.

## Opis
Po raz pierwszy Biers wystąpiła w odcinku pt. „Final Cut”. w którym grała reporterkę realizującą program o pilotach Galactici. W czasie kręcenia reportażu Biers odkryła, który z pilotów planuje zamach na Tigha za masakrę na statku Gideon. Jej reportaż był transmitowany na Capricę, aby tam Cyloni mogli zobaczyć, czy ciąża Sharon Valerii została zachowana.
Inna kopia wystąpiła w odcinku pt. „Downloaded”. w którym Samuel Anders podłożył ładunki wybuchowe w jednym z garażów i zostali uwięzieni w gruzach. Biers została zamordowana przez Number Six.
Kolejna kopia przyznała wśród Cylonów, że atak na Kolonie był błędem i zdecydowała się wraz z innymi ruszyć w poszukiwaniu Ziemi.
D’Anna Biers w czasie konfliktu na Planecie Alg wyruszyła wraz z Baltarem do Świątyni Jupitera wbrew protestom innych modeli. W Świątyni ujrzała twarze Ostatecznej Piątki, za co po powrocie na Baseship Cylonów cała linia Numeru Trzy została wyłączona.
W sezonie IV podjęto decyzję o odkryciu tożsamości „Piątki Zaginionych Cylonów”. W tym celu część Cylonów zdecydowała się przywrócić do życia D'Annę, co doprowadziło do rozłamu w społeczności cylońskiej i wojny domowej.
Po tym jak Cavil wraz z Boomer przywrócili ją do życia na statku The Hub, zabiła Cavila. W tym samym czasie rozpoczął się atak Kolonistów i Zbuntowanych Cylonów, dzięki czemu D’Anna została zmuszona do wyznania, kim jest Ostateczna Piątka. Przedtem jednak porwała prezydent Roslin i wielu Pilotów Viperów, gdyż sama chciała (wraz z innymi Cylonami) dotrzeć na Ziemię. Po pertraktacjach z Prezydentem Adamą wypuściła zakładników i razem udali się na Ziemię.